# Estación de Moschato
Moschato, en Atenas, Grecia es una estación de línea 1 del metro de Atenas situada en Moschato. El nombre de la municipalidad, dueño de gran parte de la tierra en sur de Atenas.

## Servicios

### Metro de Atenas
| << cabecera | < estación | línea   | estación > | cabecera >> |
| ----------- | ---------- | ------- | ---------- | ----------- |
| Piraeus     | Faliro     | Línea 1 | Kallithea  | Kifissia    |

- Datos: Q2454553
- Multimedia: Moschato metro station / Q2454553